# 臺灣騷蟬
为蟬科騷蟬屬下的一个种，公蟬體長約40—45（1.6—1.8英寸），母蟬體長約30—32（1.2—1.3英寸），成蟲於每年4至10月出沒，舊名「臺灣蜩」，喜於清晨、黃昏時鳴叫，具趨光性。

## 分佈
臺灣、日本（琉球群島、八重山諸島）、印度半島、中國大陸，分佈臺灣全島海拔200~1800公尺的山區。